# Ада (град)
Вижте пояснителната страница за други значения на Ада.
Ада (на сръбски: Ада; на унгарски: Ada) е град и община в Автономна област Войводина, Северна Сърбия.
Населението му е от 9564 жители в града и 16 785 жители в цялата община към 2011 г. Унгарците са 76,64 % от населението, сърбите – 17,5 %, ромите – 1,45 %, югославяните – 1,44 %.
Площта на общината е 228,6 кв. км. Намира се в часова зона UTC+1, а лятната часова зона е UTC+2. Пощенският код е 24430, а телефонниян е +38124. МПС кодът е SA.